# Agne Nordlander
Agne Nordlander, född 1939, är docent i systematisk teologi vid Uppsala universitet, före detta rektor för Johannelunds teologiska högskola och missionär i Etiopien.
Agne Nordlander föddes 1939 på Alnön utanför Sundsvall. Hösten 1952 började han på EFS realskola i Bredbyn och kom senare att ta studenten i Örnsköldsvik. Efter tjänstgöring i Arméns Tolkskola i Uppsala började han läsa teologi vid Uppsala universitet där han avlade teologie kandidatexamen och filosofisk ämbetsexamen. Därefter tillträdde han tjänsten som skol- och studentsekreterare inom SESG, nuvarande Credo, med säte i Lund.
1966 tillträdde han tjänsten som vikarierande rektor på Johannelunds Missionsinstitut, numera Johannelunds teologiska högskola. Han kom att kallas till den ordinarie tjänsten 1972 och disputerade i systematisk teologi 1973. Avhandlingen berörde gudsbilden i Helmut Thielickes teologi. På Johannelund stannade Nordlander fram till början på 1990-talet då han fick tjänst som EFS missionär i Etiopien, med uppgift att utbilda präster och predikanter inom Mekane Yesus-kyrkan på dess teologiska seminarium i Addis Abeba. Denna tid finns skildrad i boken Väckelse och Växtvärk i Etiopien.
I samband med Nordlanders 60-årsdag utgavs en festskrift Med smak av nåd: hur skall tron utformas och gestaltas idag?.